# Graaff-Reinet
Graaff-Reinet este un oraș din Provincia Eastern Cape, Africa de Sud.